# Norsjöån
Norsjöån är ett vattendrag i Norsjö kommun som rinner från Norsjön till Malån.
Åns utlopp ur Norsjön är vid bron i Norsjövallen. Norsjöån rinner ut i Malån söder om Fromheden.